# Veine circonflexe fémorale latérale
Les veines circonflexes fémorales latérales (ou veines circonflexes fémorales externes ou veines circonflexes fémorales antérieures) sont des veines du membre inférieur situées dans la cuisse. Elles sont satellites de l'artère circonflexe fémorale latérale.

## Trajet
Les veines circonflexes fémorales latérales contournent le col fémoral et le grand trochanter par l'avant pour se jeter dans la veine fémorale profonde.